# Marina Kühner
Marina Kühner (ur. 26 kwietnia 1991) – szwajcarska siatkarka grająca jako przyjmująca. Obecnie występuje w drużynie Volley Köniz.